# 苏赫特
苏赫特（法語：Soucht，法語發音：[suxt]；德语）是法国摩泽尔省的一个市镇，属于薩爾格米訥區。

## 地理
苏赫特（48°57'31"N, 7°20'7"E）面积10.75 平方千米，位于法国大東部大區摩泽尔省，该省份为法国东北部内陆省份，是洛林的一部分，西南接默尔特-摩泽尔省，东临下莱茵省，北与卢森堡和德国接壤。
与苏赫特接壤的市镇（或旧市镇、城区）包括：蒙布龙、莫代尔河畔温根、比滕、迈森塔勒、拉兰、拉茨维莱尔、罗什泰格、福尔克斯贝格。
苏赫特的时区为UTC+01:00、UTC+02:00（夏令时）。

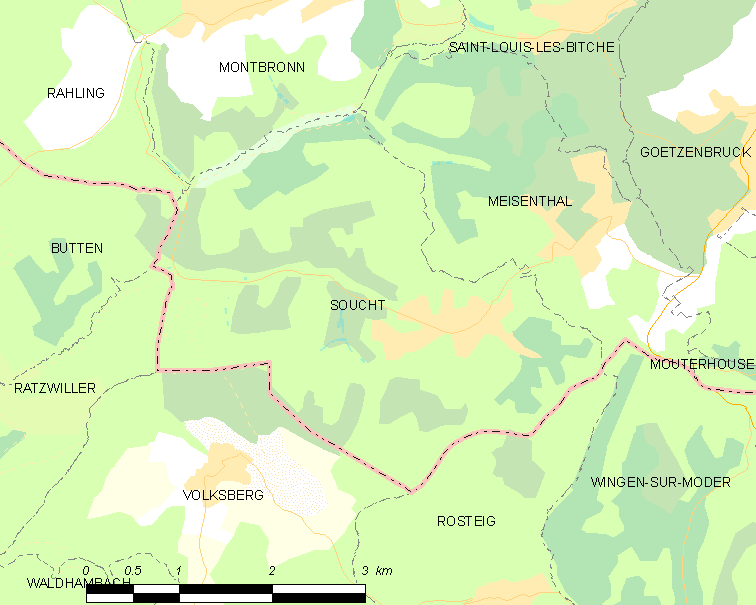
苏赫特的OSM定位图

## 行政
苏赫特的邮政编码为57960，INSEE市镇编码为57658。

## 政治
苏赫特所属的省级选区为比奇县。

## 人口

1962-2008年间苏赫特人口变化图示

苏赫特于2022年1月1日时的人口数量为1024人。